# Richard Erik Hill
| (26586) Harshaw      | 10. März 2000     |
| (26591) Robertreeves | 2. März 2000      |
| (27412) Teague       | 10. März 2000     |
| (47835) Stevecoe     | 10. März 2000     |
| (50687) Paultemple   | 10. März 2000     |
| (76309) Ronferdie    | 10. März 2000     |
| (90396) Franklopez   | 16. Dezember 2003 |

Richard Erik Hill (* 1949) ist ein US-amerikanischer Astronom und Asteroidenentdecker.
Er begann seine Karriere als Amateurastronom und machte dann sein Hobby zum Beruf. Er ist Mitarbeiter der Catalina Sky Survey und entdeckte am Kitt-Peak-Nationalobservatorium in Arizona insgesamt sieben Asteroiden.
Darüber hinaus entdeckte er 27 Kometen, 19 periodische und neun nichtperiodische.
Der Asteroid (118945) Rikhill wurde am 6. Januar 2007 nach ihm benannt.